# رایموندو مونتکوکولی
کنت رایموندو مونتکوکولی (تلفظ ایتالیایی: [raiˈmondo monteˈkukkoli] ; آلمانی: Raimondo Graf Montecuccoli؛ ۲۱ فوریه ۱۶۰۹–۱۶ اکتبر ۱۶۸۰) یک سرباز حرفه‌ای ایتالیایی بود که به پادشاهی هابسبورگ خدمت می‌کرد. او همچنین شاهزاده امپراتوری مقدس روم و دوک ملفی، در پادشاهی ناپل به شمار می‌رفت.
مونتکوکولی تنها فرمانده‌ای است که برابر با ژنرال فرانسوی، تورنه، (۱۶۱۱–۱۶۷۵) در نظر گرفته می‌شود و البته همانند او ارتباطات نزدیکی با توسعه تاکتیک‌های خطی پیاده‌نظام پس از سال ۱۶۴۸ داشت.

## اوایل زندگی
مونتکوکولی در ۲۱ فوریه ۱۶۰۹ در کاستلو دی مونتکوکولو در پاوولو نل فرینیانو، در نزدیکی مودنا بدنیا آمد.

## خدمت سربازی اولیه
در شانزده سالگی به عنوان یک سرباز خصوصی تحت فرمان عمویش ، کنت ارنست مونتکوکولی (درگذشته ۱۶۳۳)، یک ژنرال برجسته اتریشی آغاز به کار کرد. چهار سال بعد، پس از خدمت بسیار فعال در آلمان و کشورهای سفلی، او فرمانده پیاده‌نظام شد. وی در اثر حمله‌ای در نیو براندنبورگ به شدت زخمی شد و دوباره در همان سال (۱۶۳۱) در نخستین نبرد بریتنفلد شرکت کرد، نبردی که در آن به دست سوئدی‌ها اسیر شد. 
وی در سال ۱۶۳۲ دوباره در لوتزن زخمی شد و در دوران بهبودی به درجهٔ سرهنگی در هنگ عمویش ارتقا یافت. اندکی پس از آن او به درجهٔ سرهنگ دوم سواره نظام نیز دست یافت. وی در نخستین نبرد نوردلینگن (۱۶۳۴) عملکرد خوبی از خود نشان داد و در حملهٔ کایزرسلاترن در سال بعد درجهٔ سرهنگی خویش را با نمایش شاهکاری از درخششی غیرمعمول به دست آورد، حمله ای از طریق شکافی در صدر سواره نظام سنگینش. 
او در نبردهای فورپومرن، بوهمیا و ساکسونی شرکت کرد. در ۱۶۳۹ او در ملنیک زندانی شد و برای مدت دو سال و نیم در استتین و وایمار بازداشت ماند. در مدت اسارتش، او علوم نظامی و همچنین هندسه را به روش اقلیدس، تاریخ تاسیتوس و معماری ویتروویوس را مطالعه کرد. 